# Faimalaga Luka
Faimalaga Luka (15 kwietnia 1940 – 19 sierpnia 2005) – gubernator generalny, minister zdrowia, premier i minister spraw zagranicznych Tuvalu, dziennikarz.
W latach 1994–1996 minister zdrowia w rządzie Kamuta Latasi. Od lutego do grudnia 2001 premier i minister spraw zagranicznych (obie te funkcje tradycyjnie są połączone), z urzędu ustąpił po otrzymaniu od parlamentu wotum nieufności. W październiku 2003 mianowany gubernatorem generalnym, funkcję tę pełnił aż do uzyskania wieku emerytalnego (w Tuvalu, w przeciwieństwie do większości państw, obowiązuje górna granica wieku, w tym wypadku 65 lat, po przekroczeniu której nie można już piastować żadnej funkcji cywilnej). Faimalaga Luka zmarł w szpitalu na Fidżi, kilka miesięcy po przejściu na emeryturę.